# Münster (Schwarzwald)

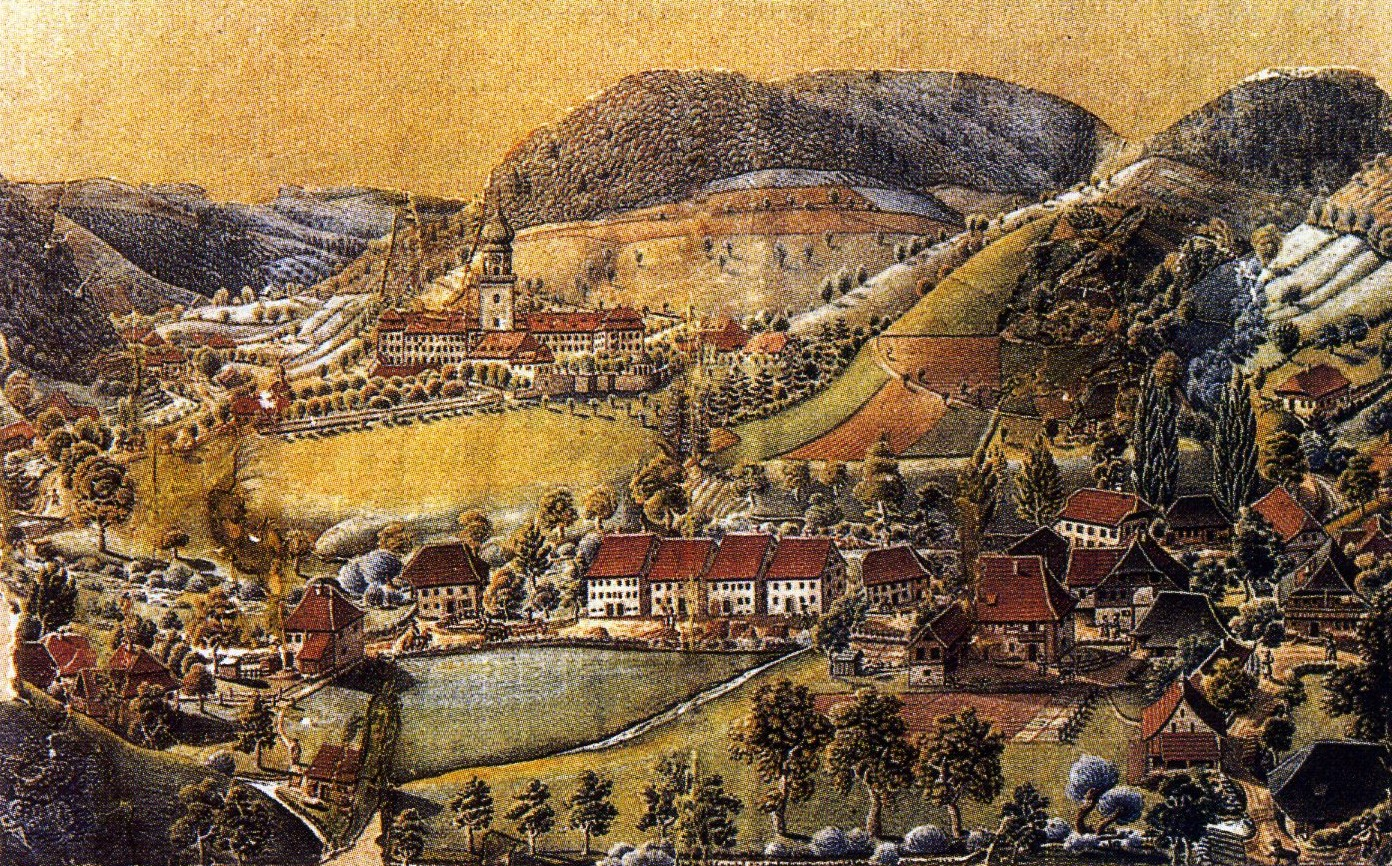
Bergbaustadt Münster, Aquarell von 1780

Münster (Münster im Thale) ist eine abgegangene Bergbaustadt (Stadtwüstung) unterhalb des Klosters St. Trudpert auf dem Gebiet der heutigen Gemeinde Münstertal/Schwarzwald im Landkreis Breisgau-Hochschwarzwald in Baden-Württemberg.

## Geschichte
Die Stadt soll bereits um 900 zum Schutz des Klosters errichtet worden sein und wurde zusammen mit dem Kloster um 926 von den Ungarn niedergebrannt. Beim Wiederaufbau erhielt Münster eine Stadtmauer. Aufgrund der reichen Silbervorkommen im Umland prosperierte die Stadt. Sie soll um 1300 neben Schmelzöfen auch eine Münzstätte sowie ein Badehaus und ein Spital gehabt haben.
Münster wird in einer Urkunde aus dem Jahr 1317 als Stadt des Klosters St. Trudpert bezeichnet. Das Bergregal hatten zunächst die Zähringer und nach deren Aussterben die Grafen von Freiburg, die als Vögte die Herren von Staufen einsetzten. Die Rechte an den Silbervorkommen verpfändeten die in ständiger Geldnot befindlichen Freiburger Grafen weitgehend an Freiburger Bürger.
Bereits 1330 verkaufte Johann von Staufen die Stadt Münster und die Burg Scharfenstein sowie die Vogtei Münstertal an Herzog Otto von Österreich, wobei die Rechtsverhältnisse umstritten waren. Herzog Albrecht von Österreich kaufte dann 1346 nochmals die Stadt Münster und die Burg Scharfenstein von Johann von Staufen. Im September des gleichen Jahres zerstörten Truppen der Stadt Freiburg die Burg Scharfenstein und Teile der Stadt Münster, insbesondere eine Wasserburg (Wasserburg Münster), die als Vogtsburg derer von Staufen gedeutet wird – da sie gleichfalls rechtliche Ansprüche erhoben.
1350 kam es zum Ausgleich zwischen der Stadt Freiburg und Herzog Albrecht, der die Stadt Münster gegen eine Geldzahlung auslöste.
Die Stadt Freiburg und Graf Konrad II. von Freiburg waren zu dieser Zeit Parteigänger von Kaiser Ludwig dem Bayern, während die Habsburger zusammen mit der Stadt Breisach den Gegenkönig Karl IV. aus dem Haus Luxemburg unterstützten.
Lange Zeit ging man davon aus, dass die Stadt dabei vollständig zerstört wurde, sie wird jedoch zwischen 1348 und 1478 immer wieder im Zusammenhang mit Streitigkeiten mit den Herren von Staufen oder dem Kloster St. Trudpert genannt. Es wird angenommen, dass die Stadt während des Dreißigjährigen Krieges endgültig untergegangen ist.